# La Désirade
La Désirade je ostrov v Karibském moři. Tvoří obec v rámci francouzského zámořského departementu Guadeloupe. Nachází se 10 km východně od pobřeží ostrova Grande-Terre. La Désirade měří 11 km na délku a 2 km na šířku a má celkovou rozlohu 21,42 km². Nejvyšším bodem je Grand-Montagne s nadmořskou výškou 275 m.    
Jako první Evropan přistál u břehů ostrova Kryštof Kolumbus 2. listopadu 1493. Byl první zemí Nového světa, na kterou Kolumbus narazil při své druhé plavbě, nazval ho proto Isla Deseada (vytoužený ostrov). Pak ostrov ovládli Francouzi a přejmenovali na La Désirade.
V roce 1648 se ostrov stal guadeloupskou dependencí. Byl trestaneckou kolonií a útočištěm pirátů, pěstoval se zde bavlník. V letech 1725 až 1956 byli na ostrově nuceně izolováni malomocní.
Podle sčítání v roce 2016 žilo na ostrově 1465 obyvatel, největším sídlem je Beauséjour. Obyvatelé se živí převážně rybolovem. V roce 1993 zde byla vybudována větrná farma. Turistickými zajímavostmi jsou kostel Notre-Dame-du-Bon-Secours a maják Pointe Doublé. V Beauséjour byl vybudován pomník Victora Schœlchera, který se zasloužil o zrušení otroctví ve francouzských koloniích. Hlavními kulturními akcemi jsou Fèt a kabrit v dubnu a rybářský festival v srpnu.
La Désirade je tvořen převážně vápencem a pobřeží lemují korálové útesy. Zdrojem pitné vody jsou nádrže na dešťovou vodu nebo potrubí vedené z Guadeloupe. Podnebí je horké a suché, ovlivňované pasáty. Vegetaci tvoří převážně guajak léčivý, lachár, kurbaryl a kaktusy jako Pilosocereus royenii nebo Melocactus intortus zvaný „Turkova hlava“. V roce 2011 byla v severovýchodní části ostrova vyhlášena přírodní rezervace Réserve naturelle nationale de La Désirade o rozloze 62 hektarů. Žije v ní kriticky ohrožený leguán jedlý. U pobřeží La Désirade se nachází dvojice neobydlených ostrovů Îles de la Petite-Terre, na jejichž pobřeží klade vejce kareta obrovská.
Ostrov byl zasažen v roce 1928 hurikánem Okeechobee, v roce 1989 hurikánem Hugo a v roce 2007 hurikánem Dean.
Na La Désirade se narodil otec fotbalisty Thierry Henryho.